# Niżni Jamnicki Staw
Niżni Jamnicki Staw (słow. Nižné Jamnícke pleso, 1732 m n.p.m.) – jeden z dwu Jamnickich Stawów w słowackich Tatrach Zachodnich. Położony jest w górnej części Doliny Jamnickiej, na dolnym tarasie Kotła Jamnickich Stawów, pod zboczami Wołowca i Łopaty (poniżej Dziurawej Przełęczy). Znajduje się w zagłębieniu kotła lodowcowego. Od pozostałej części doliny oddzielony jest wałowatym wzniesieniem Stawiańskiego Wierchu. Pomiary wykonane w 1935 r. przez Jerzego Młodziejewskiego: głębokość 8,1 m, powierzchnia 0,952 ha, rozmiar 161 × 84 m. Nowsze pomiary (sprzed 1971 r.): powierzchnia 1,13 ha, rozmiar 178 × 95 m. Staw ma pojemność ok. 17 000 m³. Dno stawu ma dwa zagłębienia; ich głębokość – 3 m i 8,1 m. Staw zasilany jest przez niewielki potok spływający z Wyżniego Jamnickiego Stawu. Ze stawu wypływa zaś Jamnicki Potok. Otoczenie stawu jest trawiasto-kamieniste. Dawniej w okolicach stawu wypasali mieszkańcy miejscowości Kokawa. Od nazwy tej miejscowości pochodzi nazwa Kokawskich Ogrodów – porośniętego bujną roślinnością rozszerzenia dna doliny, położonego poniżej stawu. Od kiedy zaprzestano tu wypasu, okolice stawu stopniowo porastają kosodrzewiną.
To o tej okolicy pisał w 1862 r. Kazimierz Łapczyński: „Dolinka Do Dziurawego, całkowicie zasypana łomami granitów, dwoma szmaragdowymi jeziorami wiecznie na skrajny Rohacz spogląda”.

## Szlaki turystyczne
Czasy przejścia podane na podstawie mapy.
  – od autokempingu „Raczkowa” przez rozdroże Niżnia Łąka, Dolinę Jamnicką i Jamnicką Przełęcz na Wołowiec.
- Czas przejścia z autokempingu do rozdroża w Dolinie Jamnickiej: 2:30 h, ↓ 2 h
- Czas przejścia z rozdroża na Jamnicką Przełęcz: 1:45 h, ↓ 1:20 h
- Czas przejścia z przełęczy na Wołowiec: 20 min, ↓ 15 min